# Koadjutorium
Koadjutorium je povinnost dítěte podílet se na chodu rodinné domácnosti, tedy pomáhat a případně i finančně přispívat na úhradu společných potřeb rodiny, ve které žije. Nejde však o přímou vyživovací povinnost vůči rodičům, protože plnění neslouží k osobní potřebě rodiče, ale je určena výhradně na úhradu společných potřeb celé rodiny. Tato povinnost se vztahuje jak na děti nezletilé, tak na děti již zletilé, které žijí ve společné domácnosti se svými rodiči. Pokud by se zletilé děti na chodu domácnosti dostatečně nepodílely a žily dál ve společné domácnosti, jednalo by se z jejich strany o bezdůvodné obohacení.
Koadjutorium je v českém právu upraveno od 1. ledna 2014 v § 886 nového občanského zákoníku (dříve bylo obsaženo v ustanovení § 31 odst. 4, resp. zcela původně v § 35 zákona o rodině). Slovenská úprava je obsažena v § 43 odst. 2 zákona č. 36/2005 Z. z., o rodine a o zmene a doplnení niektorých zákonov, a je obdobné té české. Povinnost dítěte přispívat na úhradu potřeb rodiny je zde však stanovena neurčitěji podle jeho „schopností, možností a majetkových poměrů“.

## Podmínky podílení se dítěte
Aby se dítě mělo povinnost podílet se na chodu domácnosti svým přispěním, musí být splněny následující podmínky:
- Dítě musí být schopné se na péči o chod domácnosti podílet, což je podmíněno dosažením určitého věku, dále fyzickými a duševními předpoklady. Míře schopnosti podílet se pak odpovídá míra povinnosti.
- Dítě žije s jedním nebo oběma rodiči ve společné domácnosti (ve společném obydlí se společnou úhradou potřeb). Podobná povinnost však nastává i v domácnosti pěstounů.[4]
- Dítě není schopno se samo živit, má tedy právo na výživu ze strany svých rodičů. Pokud zanikla vyživovací povinnost rodiče vůči dítěti, zanikla tím samým vedle práva v dané domácnosti žít i povinnost dítěte podílet se svým přičiněním na chodu rodinné domácnosti.
- O dítě je v rodinné domácnosti rodičů, popř. rodiče řádně pečováno a dítě po žádné stránce nestrádá.

## Způsob podílení se dítěte
Dítě se na chodu společné domácnosti může podílet několika způsoby. Rozsah činnosti dítěte ve společné domácnosti je přiměřený jeho možnostem a schopnostem a odpovídá odůvodněním potřebám rodiny. V úvahu přicházejí následující způsoby:
- Vlastní prací, činností, aktivitou, která je přiměřená jeho věku a rozumovým schopnostem. Takováto činnost pak může pomoci při chodu domácnosti (např. obstarávání běžných nákupů nebo běžný úklid) či při péči o nezletilého sourozence.
- Peněžitými příspěvky na chod domácnosti. Poskytovat peníze je ale dítě povinno pouze v případě, že má pravidelný vlastní příjem (nikoli jen z nahodilých brigád[7]) nebo příjem z vlastního majetku. Také se může jednat o dividendy, úroky apod.

## Příjmy z majetku dítěte
Podle občanského zákoníku jsou rodiče povinni a oprávnění řádně pečovat o jmění dítěte a řádně je spravovat. V případě, že jsou příjmy z takového majetku dítěte vyšší než je potřebná suma k správě takového majetku, jsou rodiče povinni použít zisk nejprve k výživě nezletilého. Co zbude ze zisku, mohou rodiče použít na výživu vlastní a na výživu sourozence dotyčného dítěte. Toto využití výnosu je možné až tehdy, kdy rodiče vyčerpají všechny vlastní příjmové a majetkové zdroje, a přesto nejsou schopni jinak výživu řádně zajistit. Pro využití výnosu je nutné splnění podmínky společného bydlení. V rámci koadjutoria však platí, že dítě není povinno svým rodičům odevzdávat veškeré své příjmy, jde jen o přiměřený příspěvek na chod domácnosti.

## Dřívější právní úprava
Povinnost podílet se na chodu společné domácnosti s rodiči mělo dítě i podle zákona o rodině (č. 94/1963 Sb.), který byl účinný do 31. prosince 2013. Podle jeho § 31 bylo dítě, které žilo ve společné domácnosti s rodiči, povinno jim podle svých schopností pomáhat a přispívat i na úhradu společné domácnosti v případě, že mělo vlastní příjem či majetek, kterého bylo možno používat pro společné potřeby rodiny. Tato povinnost však platila pouze pro nezletilé děti žijící ve společné domácnosti s rodiči či jedním z nich. Stejně jako podle nového občanského zákoníku, povinnost podílet se na společné domácnosti zanikala se zánikem vyživovací povinnosti rodiče k dítěti.